# Vila Orestina
Vila Orestina é um distrito do município brasileiro de Borborema, no interior do estado de São Paulo, mas que ainda não está cadastrado na Divisão Territorial Brasileira do IBGE por não possuir uma representação cartográfica encaminhada à instituição pelo poder público municipal.

## História

### Origem
O povoado que deu origem ao distrito foi fundado em 28 de Abril de 1924 pelo Sr. José Feliciano Ferreira (Zé Orestes), que doou a Mitra Diocesana de São Carlos a área para a formação do patrimônio São José do Novo Brasil, posteriormente chamado de Pio XI e por fim oficialmente como Vila Orestina.

### Formação administrativa
- Distrito policial de Vila Orestina, criado por decreto de 11/01/1934 no município de Borborema[5].
- Decreto nº 18.395-C de 13/12/1948 - Cria a 2.ª subdelegacia de polícia na localidade conhecida por Vila Orestina, no distrito e município de Borborema[6].
- Lei Ordinária nº 1.641 de 06/08/1992 - Fica criado o Distrito de Vila Orestina, neste Município de Borborema[7].

## Geografia

### Demografia

#### População urbana
| Crescimento população urbana | Crescimento população urbana | Crescimento população urbana | Crescimento população urbana |
| Censo                        | Pop.                         |                              | %±                           |
| ---------------------------- | ---------------------------- | ---------------------------- | ---------------------------- |
| 1980                         | 233                          |                              | —                            |
| 1991                         | 154                          |                              | −33,9%                       |
| 2000                         | 165                          |                              | 7,1%                         |
| 2010                         | 167                          |                              | 1,2%                         |
| Fonte: IBGE e Fundação SEADE |                              |                              |                              |

Até o Censo 2010 (IBGE) Vila Orestina era classificado pelo IBGE como área urbana isolada do distrito sede.

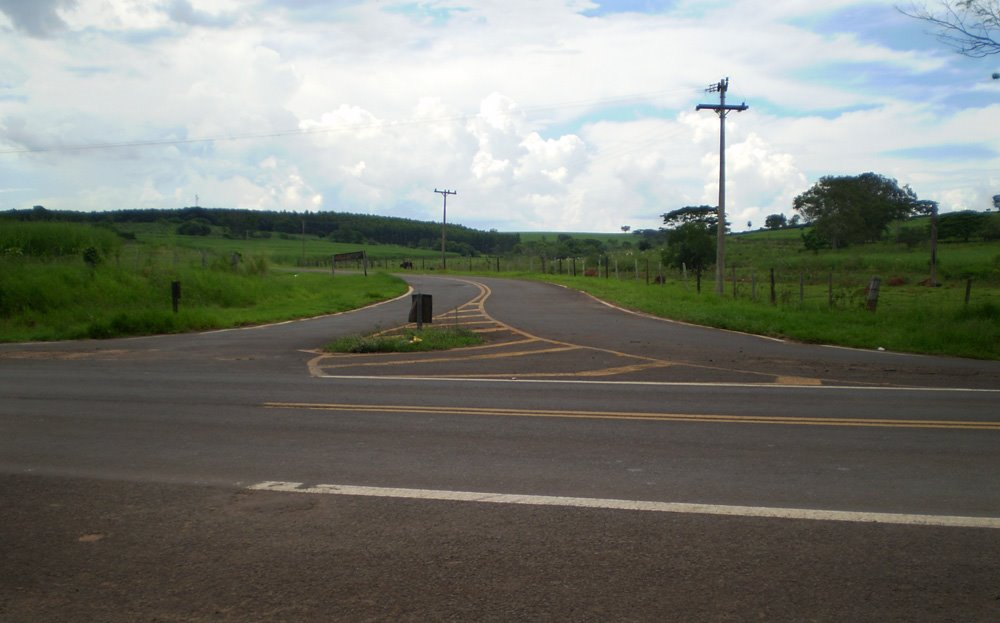
Trevo de Vila Orestina na SP-333.

### Rodovias
O principal acesso ao distrito é a Rodovia Doutor Mário Gentil (SP-333).

### Hidrografia
- Rio Tietê

## Serviços públicos

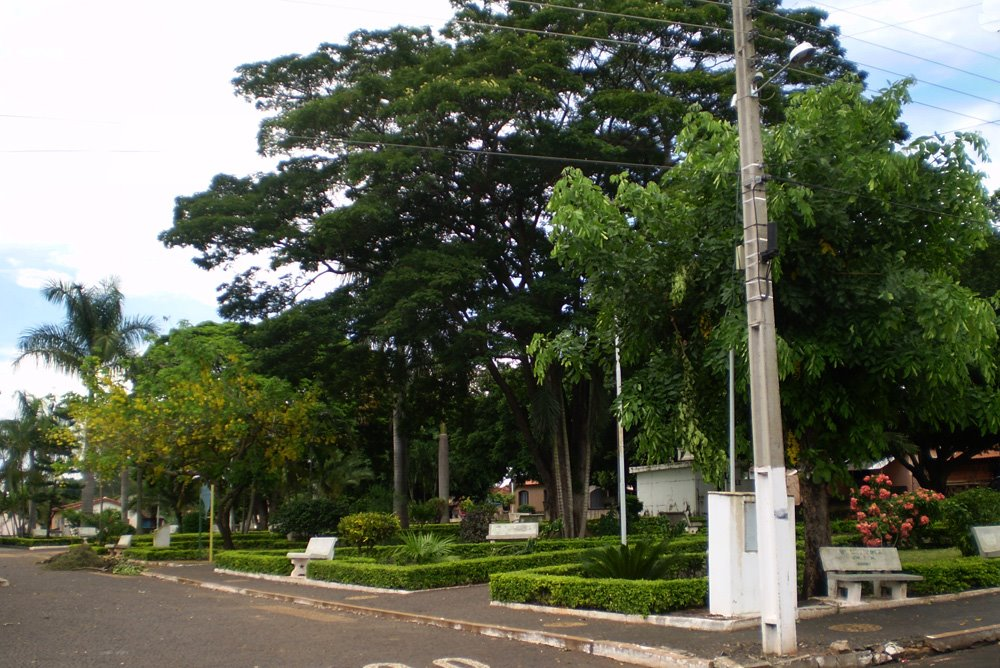
Praça.

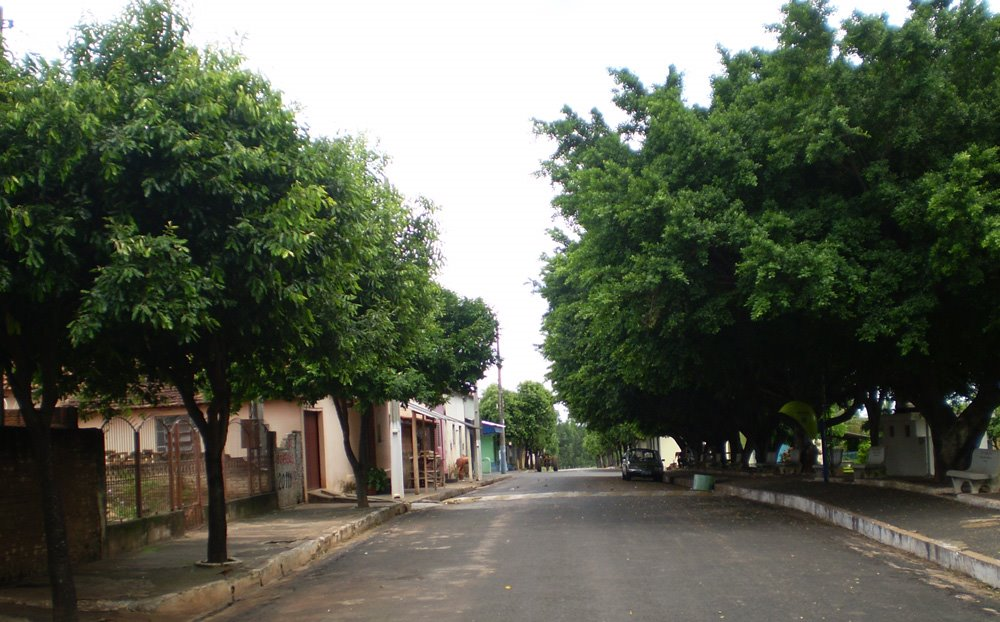
Rua José Feliciano Ferreira, uma homenagem ao fundador.

### Registro civil
Feito na sede do município, pois o distrito não possui Cartório de Registro Civil das Pessoas Naturais.

### Saúde
- Unidade Básica de Saúde "Sebastião R. da Silva"

### Saneamento
O serviço de abastecimento de água é feito pela Prefeitura Municipal de Borborema.

### Energia
A responsável pelo abastecimento de energia elétrica é a Energisa Sul-Sudeste, antiga Nacional (distribuidora do grupo Rede Energia).

## Religião
O Cristianismo se faz presente no distrito da seguinte forma:

### Igreja Católica
- A igreja faz parte da Diocese de Jaú[16].

### Igrejas Evangélicas
- Congregação Cristã no Brasil[17].